# Eoatypus woodwardii
Genre
Espèce
Eoatypus woodwardii, unique représentant du genre Eoatypus, est une espèce éteinte d'araignées. Elle est considérée comme une Opisthothelae incertae sedis.

## Distribution
Cette espèce a été découverte dans l'île de Wight en Angleterre. Elle date du Paléogène.

## Étymologie
Cette espèce est nommée en l'honneur de Henry Woodward.

## Publication originale
- (en) McCook, 1888 : A new fossil spider, Eoatypus woodwardii. Proceedings of the Academy of Natural Sciences of Philadelphia, vol. 40, p. 200-202 (texte intégral).